# Кулиев, Алим Кайсынович
Алим Кайсынович Кулиев (карач.-балк. Къулийланы Къайсынны жашы Алим; род. 24 июня 1959, Нальчик) — советский и американский актёр театра и кино, режиссёр, сценарист. Член Гильдии киноактеров США. Сын балкарского поэта Кайсына Кулиева.

## Биография
Алим Кайсынович Кулиев родился и вырос в городе Нальчик, столице Кабардино-Балкарии.
В 1976 году поступил на актёрский факультет Государственного института театрального искусства имени А. В. Луначарского (ГИТИС) мастерской профессора Семёна Ханановича Гушанского. В течение учёбы принимал участие в качестве актёра в репертуарных спектаклях Московского театра юного зрителя (МТЮЗ). В 1978 году был призван на службу в ряды Советской армии. Вернувшись после окончания срока службы в Москву (1980), продолжал обучение в ГИТИСе, но в силу обстоятельств, уже на факультете режиссуры эстрады на заочном отделении. В то же самое время работал рабочим сцены в учебном театре ГИТИСа. С 1981 года сыграл целый ряд ведущих ролей в спектаклях театра-студии при журнале «Театр» под руководством Александра Демидова.
В 1982 году зачислен студентом второго курса актёрского отделения Всесоюзного государственного института кинематографии (ВГИК) в мастерскую народного артиста СССР, профессора Евгения Семёновича Матвеева, где перенимал опыт и тонкости актёрского мастерства у большого мастера и заканчивал своё актёрское образование. Среди однокурсников Кулиева по ВГИКУ были Наталья Вавилова, Владимир Шевельков, Андрей Гусев, Андрис Лиелайс, Никита Романенко, Андрей Гриневич, Валерия Рижская. По окончании ВГИКа (1984) был принят в трупу Московского театра миниатюр и играл в репертуаре театра.
В 1985 году после смерти отца временно перебрался к матери в Нальчик. Играл в спектакле местного Русского драматического театра им. М. Горького. Записал на радио программу о творчестве отца, написанную кинорежиссёром и сценаристом Эльдаром Кулиевым. Так же отснялся в роли ведущего в передаче о песенном творчестве народов Северного Кавказа, снятой на местном телевидении, и созданной по сценарию Эльдара Кулиева. Возвратился в Москву в 1986 году и возобновил свою работу в театре-студии под руководством Александра Демидова.
С конца 1991 года актёр живёт в США. В период 1991—1997 годов проживал в Нью-Йорке и в городах штата Нью-Джерси, зарабатывая на проживание в различных областях сферы обслуживания. В 1997 году Алим Кулиев переехал из Нью-Йорка в Лос-Анджелес, где и проживает в настоящее время.
В 2005 Кулиев возвратился на сцену. Американский актёр Алекс Сол и Алим Кулиев основали новую театральную группу, в спектаклях которой актёр сыграл свои первые серьёзные роли в США . В 2007 году Кулиев основал свою собственную театральную компанию и приступил к работе над постановкой сценического варианта романа Михаила Булгакова «Мастер и Маргарита» в качестве актёра, режиссёра и продюсера. В настоящее время актёр продолжает свою карьеру в киноиндустрии Голливуда.

## Семья
- Кулиев, Кайсын Шуваевич — отец, поэт;
- Дахкильгова, Макка Магомедсултановна — мать;
  - Кулиев, Эльдар Кайсынович (1951—2017) — брат, кинорежиссёр, сценарист. Жил и работал в Москве;
  - Кулиев, Азамат Кайсынович — брат, художник. Живёт и работает в Стамбуле, Турция;
- Боташева, Лейла Алисолтановна — жена;
  - Кулиев, Шамиль Алимович — сын, переводчик широкого профиля, живет и работает в Москве.

## Фильмография
- 1978 — Замурованные в стекле
- 1984 — Медный ангел — Кодреро
- 1986 — Ягуар —Кадет
- 1988 — За всё заплачено —Урка
- 1988 — История одной бильярдной команды — Усатый
- 2001 — Секретные паранормальные файлы КГБ (США) — Курьер
- 2006 — Престиж (США) — Инвестор
- 2008 — Стандартная процедура (США) — Следователь
- 2008 — Загадочная история Бенджамина Баттона (США) — Казак
- 2009 — Taxi Dance (США) — Дмитрий
- 2010 — Medal of Honor (США)
- 2012 — I Love Your Moves (США) — Коля
- 2012 — Умопомрачительные фантазии Чарльза Свона — третьего (США) — Таксист
- 2014 — Человек ноября (США) (озвучивание)
- 2015 — Олеандр (США) — Виктор
- 2015 — Secret Space Disaster (США) — Руководитель полетов
- 2015 — Шпионский мост (США) — Советский генерал (озвучивание)
- 2016 — Американцы (США) — Адвокат Нины Крыловой
- 2018 — Шпион, который меня кинул (США) — Русский бандит (озвучивание)
- 2018 — Свободный (США) — Юрий
- 2018 — Unlovable (США) — Конрад
- 2019 — Конан (США) — голос Энди Рихтера (озвучивание)
- 2019 — Call of Duty: Modern Warfare (США) (серия компьютeрных игр)
- 2020 — Пора, красавица, проснись (США) Сергей
- 2020 — Факов в Америке (США) Рецидивист
- 2021 — Ради всего человечества (США) — Советский дипломат
- 2022 — Grand Crew (США) — Олег

## Театральные работы

#### Актерские
- «Остановите Малахова» — Хулиган. Московский театр юного зрителя.
- «И завтра в бой» — Сашка.Московский театр юного зрителя.
- «Ромео и Джульетта» — Меркуцио. Московский театр-студия п.р. А. Демидова.
- «Квадратура круга» В. Катаева— Абрам. Московский театр-студия п.р. А. Демидова.
- «Она в отсутствие любви и смерти» — Капитан. Московский театр-студия п.р. А. Демидова.
- «Аглавена и Селизетта» — Мелиандр. Московский театр-студия п.р. А. Демидова.
- «Прихоти Марианы» (French: Les Caprices de Marianne), — Оттавио. Московский театр-студия п.р.А. Демидова.
- «Бранденбургские ворота» — Сержант.Московский театр миниатюр.
- «Хочу в артисты» — Паша. Московский театр миниатюр.
- «Room Service» — Sasha Smirnoff. Dreamhouse Ensemble,Hollywood.
- «Jimmy Christ» — Tobit. Dreamhouse Ensemble, Hollywood.
- «Мастер и Маргарита» —  Воланд /Понтий Пилат . Master Project Production, Голливуд.
- «Пока смерть не разлучит нас» («Открытая пара»)— Он. Russian Masters Theatre Projects Production, Голливуд.
- «Пора, красавица, проснись» — Сергей. Голливуд.

#### Режиссерские
- «Мастер и Маргарита» Master Project Production, Голливуд.
- «Пока смерть не разлучит нас» ("Свободная пара ") Russian Masters Theatre Projects Production, Голливуд.